# Гротхёйзен, Инди
Инди Гротхёйзен (нидерл. Indy Groothuizen; род. 22 июля 1996 года, Алкмар, Нидерланды) — нидерландский футболист, вратарь клуба «Спакенбюрг».

## Клубная карьера
Гротхёйзен — воспитанник амстердамского «Аякса». Для получения игровой практики Инди начал выступать за дублирующий состав. 8 декабря 2014 года в матче против «Валвейка» он дебютировал в Эрстедивизи, за дубль. Летом 2016 года Гротхёйзен на правах аренды перешёл в датский «Норшелланн». 21 сентября в матче против «Хорсенс» он дебютировал в датской Суперлиге. Летом 2017 года Инди перешёл в АДО Ден Хааг. 8 апреля в 2018 года в матче против «Утрехта» он дебютировал в Эредивизи. В июле 2019 года перешёл в датский «Вайле».

## Достижения
«Эммен»
- Победитель Первого дивизиона Нидерландов: 2021/22